# Olympische Sommerspiele 2016/Teilnehmer (Refugee Olympic Team)
| Gelbes Symbol für Goldmedaillen mit stilisierten Olympischen Ringen | Graues Symbol für Silbermedaillen mit stilisierten Olympischen Ringen | Braundes Symbol für Bronzemedaillen mit stilisierten Olympischen Ringen |
| ------------------------------------------------------------------- | --------------------------------------------------------------------- | ----------------------------------------------------------------------- |
| —                                                                   | —                                                                     | —                                                                       |

Das Refugee Olympic Team war eine Mannschaft, die bei den Olympischen Spielen 2016 in Rio de Janeiro erstmals startete. Startberechtigt waren Sportler, welche als anerkannte Flüchtlinge nicht für ihr Heimatland antreten konnten. Ursprünglich sollte das Team als Team Refugee Olympic Athletes (ROA) bezeichnet werden, später wurde vom Internationalen Olympischen Komitee (IOC) die endgültige Bezeichnung verwendet.
Als Symbole der Mannschaft wurden die olympische Flagge und die olympische Hymne verwendet. Beim Einmarsch der teilnehmenden Athleten während der Eröffnungsfeier trat das Team ROT als vorletzte Mannschaft unmittelbar vor dem Gastgeberland Brasilien auf. Die Ausstattung und Finanzierung erfolgte im Rahmen der olympischen Solidarität, einem Hilfsprogramm des IOC.
Zur Aufstellung des Teams wurden die Nationalen Olympischen Komitees vom IOC aufgefordert, geeignete Sportler zu benennen, die sowohl als Flüchtling anerkannt waren als auch die sportliche Qualifikation erfüllten. Die endgültige Auswahl der Sportler und weiteren Teammitglieder, einschließlich eines Chef de Mission, Trainern und technischen Offiziellen, erfolgte durch das IOC Executive Board.

## Mitglieder der Mannschaft
Im Juni 2016 wurden vom IOC folgende zehn Sportler als Mitglieder des Team ROT benannt:
| Name                | Heimatland | Gastland    | Sportart       | Disziplin                                       |
| ------------------- | ---------- | ----------- | -------------- | ----------------------------------------------- |
| James Chiengjiek    | Südsudan   | Kenia       | Leichtathletik | 400 m (Männer)                                  |
| Yiech Biel          | Südsudan   | Kenia       | Leichtathletik | 800 m (Männer)                                  |
| Paulo Amotun Lokoro | Südsudan   | Kenia       | Leichtathletik | 1500 m (Männer)                                 |
| Yonas Kinde         | Äthiopien  | Luxemburg   | Leichtathletik | Marathon (Männer)                               |
| Popole Misenga      | DR Kongo   | Brasilien   | Judo           | Mittelgewicht (Männer)                          |
| Rami Anis           | Syrien     | Belgien     | Schwimmen      | 100 m Schmetterling (Männer)                    |
| Rose Lokonyen       | Südsudan   | Kenia       | Leichtathletik | 800 m (Frauen)                                  |
| Anjelina Lohalith   | Südsudan   | Kenia       | Leichtathletik | 1500 m (Frauen)                                 |
| Yolande Mabika      | DR Kongo   | Brasilien   | Judo           | Mittelgewicht (Frauen)                          |
| Yusra Mardini       | Syrien     | Deutschland | Schwimmen      | 100 m Freistil und 100 m Schmetterling (Frauen) |

Als Chef de Mission fungierte die Langstreckenläuferin und ehemalige Marathon-Weltrekordhalterin Tegla Loroupe aus Kenia.

## Teilnehmer nach Sportarten

### Leichtathletik
Laufen und Gehen 
| Athleten          | Wettbewerb | Runde 1     | Runde 1 | Halbfinale    | Halbfinale    | Finale        | Finale        | Rang |
| Athleten          | Wettbewerb | Zeit        | Rang    | Zeit          | Rang          | Zeit          | Rang          | Rang |
| ----------------- | ---------- | ----------- | ------- | ------------- | ------------- | ------------- | ------------- | ---- |
| Frauen            |            |             |         |               |               |               |               |      |
| Rose Lokonyen     | 800 m      | 2:16,64 min | 61      | ausgeschieden | ausgeschieden | ausgeschieden | ausgeschieden | 61   |
| Anjelina Lohalith | 1500 m     | 4:47,38 min | 40      | ausgeschieden | ausgeschieden | ausgeschieden | ausgeschieden | 40   |
| Männer            |            |             |         |               |               |               |               |      |
| James Chiengjiek  | 400 m      | 52,89 s     | 50      | ausgeschieden | ausgeschieden | ausgeschieden | ausgeschieden | 50   |
| Yiech Biel        | 800 m      | 1:54,67 min | 54      | ausgeschieden | ausgeschieden | ausgeschieden | ausgeschieden | 54   |
| Paulo Lokoro      | 1500 m     | 4:03,96 min | 39      | ausgeschieden | ausgeschieden | ausgeschieden | ausgeschieden | 39   |
| Yonas Kinde       | Marathon   | –           | –       | –             | –             | 2:24:08 h     | 90            | 90   |

### Judo
| Athleten       | Wettbewerb | 1. Runde  | 1. Runde    | 2. Runde      | 2. Runde      | Viertelfinale | Viertelfinale | Halbfinale / Trostrunde | Halbfinale / Trostrunde | Finale / Platz 3 | Finale / Platz 3 | Rang |
| Athleten       | Wettbewerb | Gegner    | Ergebnis    | Gegner        | Ergebnis      | Gegner        | Ergebnis      | Gegner                  | Ergebnis                | Gegner           | Ergebnis         | Rang |
| -------------- | ---------- | --------- | ----------- | ------------- | ------------- | ------------- | ------------- | ----------------------- | ----------------------- | ---------------- | ---------------- | ---- |
| Frauen         |            |           |             |               |               |               |               |                         |                         |                  |                  |      |
| Yolande Mabika | bis 70 kg  | L. Bolder | 000s0:110s0 | ausgeschieden | ausgeschieden | ausgeschieden | ausgeschieden | ausgeschieden           | ausgeschieden           | ausgeschieden    | ausgeschieden    | 17   |
| Männer         |            |           |             |               |               |               |               |                         |                         |                  |                  |      |
| Popole Misenga | bis 90 kg  | A. Singh  | 001s0:000s2 | D. Gwak       | 000s2:100s2   | ausgeschieden | ausgeschieden | ausgeschieden           | ausgeschieden           | ausgeschieden    | ausgeschieden    | 9    |

### Schwimmen
| Athleten      | Wettbewerb          | Vorlauf     | Vorlauf | Halbfinale    | Halbfinale    | Finale        | Finale        | Rang |
| Athleten      | Wettbewerb          | Zeit        | Rang    | Zeit          | Rang          | Zeit          | Rang          | Rang |
| ------------- | ------------------- | ----------- | ------- | ------------- | ------------- | ------------- | ------------- | ---- |
| Frauen        |                     |             |         |               |               |               |               |      |
| Yusra Mardini | 100 m Freistil      | 1:04,66 min | 45      | ausgeschieden | ausgeschieden | ausgeschieden | ausgeschieden | 45   |
| Yusra Mardini | 100 m Schmetterling | 1:09,21 min | 40      | ausgeschieden | ausgeschieden | ausgeschieden | ausgeschieden | 40   |
| Männer        |                     |             |         |               |               |               |               |      |
| Rami Anis     | 100 m Freistil      | 54,25 s     | 56      | ausgeschieden | ausgeschieden | ausgeschieden | ausgeschieden | 56   |
| Rami Anis     | 100 m Schmetterling | 56,23 s     | 40      | ausgeschieden | ausgeschieden | ausgeschieden | ausgeschieden | 40   |